# Anna Johansdotter (Vasa)
Anna Johansdotter (Vasa), född på 1470-talet, död 1506 och begravd i Vadstena, var en svensk adelsdam, dotter till riddaren och riksrådet Johan Kristiernsson (Vasa) och hans andra hustru  Brita Tordsdotter (Bonde).
Anna ägde jord i Lyhundra och Vaksala härad samt i Frötuna och Länna skeppslag i Uppland. Hon ägde även jord i Siende härad i Västmanland.
Gift senast 1498 med riddaren, sedermera riksrådet och hovmästaren Ture Jönsson (Tre Rosor).
Barn:
1. Jöran (Georgius), domprost i Uppsala, död 1543
2. Johan Turesson (Tre Rosor), riddare och riksråd, död 1556
3. Erik, endast nämnd 1525
4. Laurens Turesson (Tre Rosor), riksråd, död 1560

Uppgiften att Anna dog 1551 och begravdes i Sko kyrka beror på förväxling med Ture Bengtsson till Händelö änka Anna Pedersdotter Bielke.